# Gérard Besson
Pour les articles homonymes, voir Besson.
Gérard Besson, né le 13 décembre 1955, est un mathématicien français, dont les recherches portent sur la géométrie différentielle. Il est professeur, directeur de recherches au CNRS et directeur de l'Institut Fourier, laboratoire de mathématiques fondamentales de l'Université de Grenoble.

## Biographie
Gérard Besson soutient sa thèse de doctorat en 1979 sous la direction de Marcel Berger à l'Université Paris-Diderot, avec une thèse de troisième cycle intitulée Sur la multiplicité de la première valeur propre de surfaces riemanniennes, puis en 1987 à Grenoble il soutient sa thèse d'habilitation pour son doctorat d'état : Contributions à l'étude des propriétés spectrales des variétés riemanniennes.
Il travaille, entre autres, sur le programme de géométrisation des 3-variétés de William Thurston et les méthodes de Richard S. Hamilton et Grigori Perelman sur les flots de Ricci, notamment la preuve de la conjecture de Poincaré en déformant la métrique par la courbure de Ricci. Il travaille également sur le spectre de l'opérateur de Laplace sur des surfaces riemanniennes, sur des problèmes de rigidité, sur les inégalités d'entropie et les inéquations isopérimétriques.
Avec Sylvestre Gallot et Pierre Bérard, il a trouvé, en 1985, une forme d'inéquation isopérimétrique dans des variétés riemanniennes ayant une barrière inférieure quant à la courbure de Ricci et au diamètre. En 1995, il découvre avec Sylvestre Gallot et Gilles Courtois, une inégalité de Tchebychev pour l'entropie minimale des espaces localement symétriques de courbure négative,, ce qui, à son tour, conduit à une nouvelle preuve, plus simple du théorème de rigidité de George Mostow (1968), qui dit que pour les variétés hyperboliques compactes à plus de deux dimensions le groupe fondamental détermine la structure métrique.
Il donne un exposé au Séminaire Nicolas Bourbaki sur la preuve de la conjecture de Poincaré par Perelman et Hamilton et le théorème des sphères par Simon Brendle et Richard Schoen.

## Prix et distinctions
- 2006 : Prix Alexandre-Joannidès de l'Académie des sciences
- Il est également récipiendaire d'un soutien de l'Institut Clay et d'une bourse du European Research Council pour ses travaux sur les variétés ouvertes de dimension trois[7].

## Publications
- avec Laurent Bessières, Michel Boileau, Sylvain Maillot, Joan Porti Geometrisation of 3-manifolds, EMS Tracts in Mathematics, European Mathematical Society en 2010
- avec L. Bessières, Michel Boileau (de), S. Maillot, J. Porti, Collapsing irreducible 3-manifolds with nontrivial fundamental group, Inventiones Mathematicae, 179, 2010, P. 435-446
- avec Pierre Bérard, Sylvestre Gallot Sur une inégalité isopérimétrique qui généralise celle de Paul Lévy-Gromov, Inventiones Mathematicae, Tome 80, 1985, P. 295-308,
- avec P. Bérard, S. Gallot Embedding riemannian manifolds by their heat kernel, Geometric and Functional Analysis (GAFA), 4, 1994, Pp. 373-398
- Sur la multiplicité de la première valeur propre de surfaces riemanniennes, Ann. Inst. Fourier, 30, 1980, P. 109-128, numdam (Thèse de doctorat)
- avec Gilles Courtois, S. Gallot Le volume et l’entropie minimale des espaces localement symétriques, Inventiones Mathematicae, 103, 1991, P. 417-445
- avec G. Courtois, S. Gallot: Les variétés hyperboliques sont des minima locaux de l’entropie topologique, Inventiones Mathematicae 177, 1994, P. 403-445
- avec G. Courtois, S. Gallot: Volume et entropie minimale des variétés localement symétriques, GAFA 5, 1995, P. 731-799
- avec G. Courtois, S. Gallot: A simple proof of Mostow s rigidity theorem, Ergodic Theory and Dynamical Systems, 16, 1996, P. 623-649
- Geometry of connections I: asymptotic expansion for the heat kernel associated to a connection.
- « Nouveaux défis et vieux casse-tête » les dossiers de la Recherche, n° 20, août-octobre, 2005.
- « Poincaré en Chine » Quadrature, n° 62, 2006.
- « La conjecture de Poincaré démontrée » la Recherche, n° 407, avril, 2007.
- « Comment on est venu à bout de la conjecture de Poincaré » les dossiers de la Recherche, n°37, novembre 2009.